# Філідор рископерий
Філідо́р рископерий (Automolus subulatus) — вид горобцеподібних птахів родини горнерових (Furnariidae). Мешкає в Амазонії. Раніше вважався єдиним представником монотипового роду Рископерий філідор (Hyloctistes), однак за результатами молекулярно-генетичного дослідження був переведений до роду Філідор-лісовик (Automolus).

## Опис
Довжина птаха становить 17-18 см, вага 24-32 г. Верхня частина тіла оливково-коричневе, тім'я дещо темніше. Тім'я, шия і спина поцятковані охристими плямами. Крила і хвіст рудуваті. Горло світло-охристе, нижня частина тіла тьмяно-бурувата, груди поцятковані жовтуватими плямами.

## Підвиди
Виділяють два підвиди:
- A. s. lemae (Phelps & Phelps Jr, 1960) — південна і південно-східна Венесуела (Амасонас, Болівар);
- A. s. subulatus (Spix, 1824) — південно-східна Колумбія (на південь від Мети і Ваупесу), схід Еквадору і Перу, бразильська Амазонія і північна Болівія.

Бурочеревий філідор раніше вважався конспецифічним з рископерим філідором.

## Поширення і екологія
Рископері філідори мешкають у Венесуелі, Колумбії, Еквадорі, Перу, Болівії і Бразилії. Вони живуть в підліску заболочених тропічних лісів, у вологих рівнинних і гірських тропічних лісах. Зустрічаються поодинці або парами, на висоті до 1700 м над рівнем моря, переважно на висоті до 1300 м над рівнем моря. Часто приєднуються до змішаних зграй птахів. Живляться безхребетними. Гніздяться в норах.